# Задняя ушная мышца
Задняя ушная мышца (лат. Musculus auricularis posterior) развита слабо. Начинается от выйной фасции (лат. fascia nuchae) и, направляясь вперёд, достигает основания ушной раковины.

## Функция
Тянет ушную раковину назад. Остатки ушной мускулатуры человека — классический пример рудиментарных органов. Как известно, люди, которые умеют двигать ушами встречаются достаточно редко.